# 小林憲一郎
小林 憲一郎（こばやし けんいちろう、1947年 - ）は、流通経済大学教授、中小企業診断士。茨城県出身。

## 経歴
- 1970年 横浜国立大学商学部経営学科卒業
- 1970年 東京都商工指導所 入所（-1996年まで勤務）
- 1974年 中小企業診断士登録
- 1996年 流通経済大学流通情報学部 教授
- 2000年 流通経済大学大学院物流情報学研究科 教授
- 2009年 流通経済大学大学院物流情報学研究科 研究科長
- 2011年 流通経済大学流通情報学部　学部長

## 社会的活動
- 日本経営診断学会 理事
- 「マーケティング専門委員会」座長（東京商工会議所）
- 「食生活プランナー検定」資格協議委員(財団法人 食料農商交流協会)　など

## 著書

### 単著
- 「限定してストーリーを語ろう!-中小企業のための限定品マーケティング-」（2009年、同友館）